# 克瑟
36°41′04″N 4°51′08″E / 36.68444°N 4.85222°E

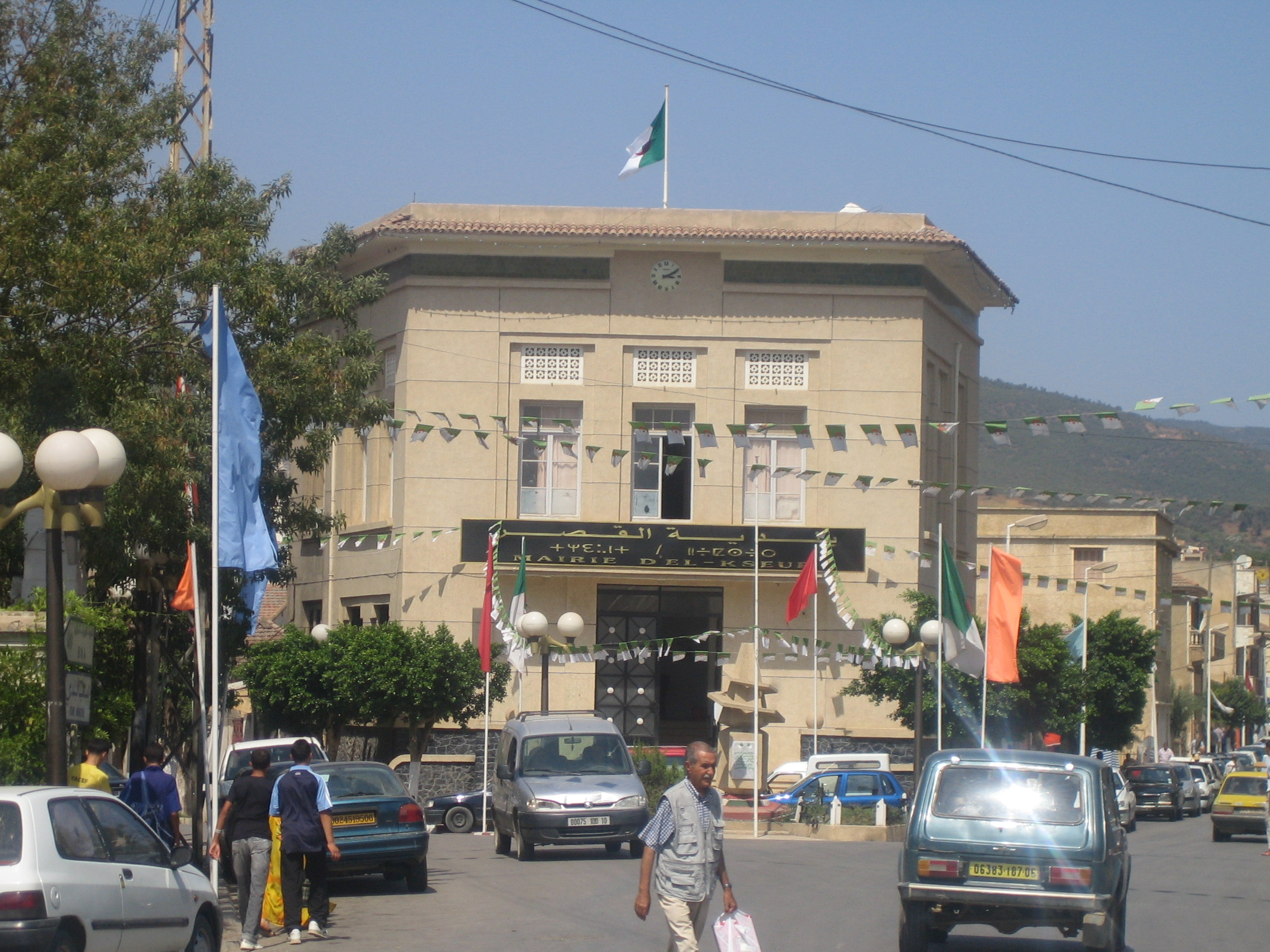
克瑟

克瑟（阿拉伯语：‎），是阿爾及利亞的城鎮，位於該國北部，由貝賈亞省負責管轄，是克瑟區的首府，面積94平方公里，2008年人口普查為29,842人，人口密度每平方公里317人。